# Шарло Акробата
Шарло акробата је била новоталасна или панк група из Београда. Састав су чинили гитариста и певач Милан Младеновић, басиста Душан Којић - Која и бубњар Ивица Вдовић - Вд. Група је постојала врло кратко (од априла 1980. до октобра 1981) али је за то време успела да остави неизбрисив траг на југословенској рок музичкој сцени.

## Биографија
„Шарло акробата“ је настао из састава „Лимуново дрво“ који су касних седамдесетих формирали Милан Младеновић (вокал и гитара), Драгомир „Гаги“ Михајловић (гитара) и Милан „Микица“ Стефановић (гитара) и који је стварао музику под утицајем хипи покрета. Њима се убрзо прикључују Горан Ковинчић и Душан „Џинџер“ Дејановић (бубањ). Група често мења чланове, а последња постава је била: Младеновић, Михајловић, Душан Којић и Ивица Вдовић. После концерта са Панкртима у СКЦ-у априла 1980, Михајловић одлази из бенда, а преостала тројица настављају под новим именом - „Шарло акробата“.
Први студијски снимци групе су биле песме Она се буди, Око моје главе, Нико као ја и Мали човек, а направљени су 1980. у студију Енца Лесића. Песме су се нашле на култној Југотоновој компилацији „Пакет аранжман“ из 1981. на којој су се нашле и песме бендова Идоли и Електрични оргазам. Све четири „Шарлове“ песме биле су комерцијално успешне, а и критике су биле повољне.  „Она се буди“ и „Нико као ја“ постају и радијски и концертни хитови. Крајем 1980. група учествује и на Омладинском фестивалу у Суботици са песмом „Она се буди“ и осваја другу награду жирија.
Године 1981. чланови групе су аутори музике за филм Мише Радивојевића „Дечко који обећава“, а са њима на пројекту као гитариста сарађује Горан Вејвода. Музику је писао Душан Којић, а текстове песама сценариста филма Небојша Пајкић. Којић и Вдовић у филму глуме чланове ритам секција бенда „ВИС Добри дечаци“. Три песме Шарла акробате које се чују у филму, а које никада касније нису званично објављене, су Слободан, Балада о тврдим грудима и Депресија.
Године 1981. Шарло акробата учествује на бијеналу у Загребу на ком свира као предгрупа енглеском бенду Gang of Four. У априлу исте године бенд снима свој први и једини албум „Бистрији или тупљи човек бива кад...“. Албум је сниман за ПГП РТБ, али га у јулу 1981. године издаје Југотон. Данас сматран издањем које је камен темељац југословенског рока, једним од најважнијих албума југословенског новог таласа., албум је био експериментално ремек-дело, те је, пробијајући оквире постојећих музичких трендова, створио плодно тло за потпуно нов и свеж начин музичког размишљања.
У то време тензије у групи све више расту. Вдовић је инсистирао да се у бенд доведу Горан Вејвода и Беби Дол, са којима је раније био сарађивао на пројекту „Announda Rouge“. Младеновић се с тим слагао, али се Којић се противио сматрајући да постојећа постава бенда још увек има много да понуди.
Албум „Бистрији или тупљи човек бива кад...“ Југотон је издао у скромном тиражу од 10.000 примерака, што је, у комбинацији са слабом медијском промоцијом и непрепознавањем очигледних хитова „Она се буди“ и „Нико као ја“, узроковало скромну продају албума. Такође, сингл „Бес / Преварен“ који је снимљен за Југотон паралелно са албумом, и који је садржао једну песму са албума, а као Б страну песму Лимуновог дрвета, није био објављен како је планирано. Према Којићевим наводима, и бенд је због честих концерата био недовољно ангажован око промовисања албума, а чланови су у то време, слутећи да ће се бенд ускоро разићи, једва могли да толеришу једни друге.
У јесен 1981. група одлази на претходно заказану турнеју по Пољској. По повратку кући и након опроштајног концерта у Љубљани у октобру 1981. група се распада.

## Дискографија

### Синглови
- „Мали човек / Она се буди“ (Југотон, 1981)
- „Бес / Преварен“ - снимљено али необјављено услед распада групе

### Албуми
- „Београд - Пакет аранжман“ [Разни извођачи] (Југотон, 1981) - учешће
- „Бистрији или тупљи човек бива кад...“ (Југотон, 1981)